# Canó d'electrons

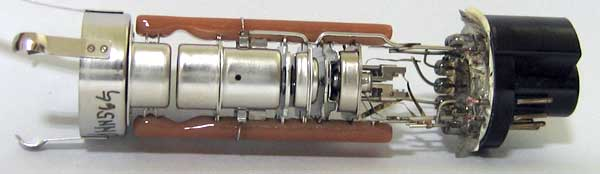
CRT: canó d'electrons monocromàtic

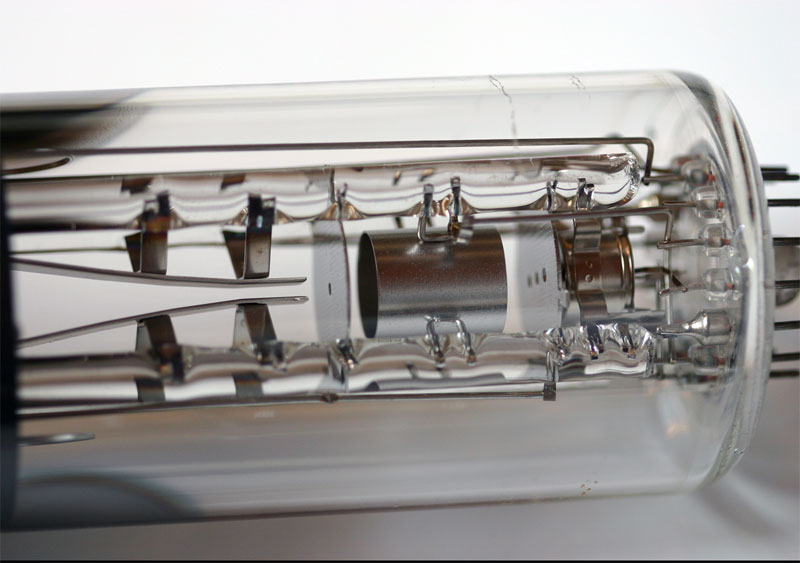
CRT: canó d'electrons d'un oscil·loscopi

Un canó d'electrons és l'element que serveix per generar i dirigir un feix d'electrons adequadament i amb energia suficient. El canó d'electrons és part fonamental d'un tub d'imatge, d'un microscopi electrònic, i la font d'electrons d'un accelerador de partícules.

## Parts

Configuració d'un canó d'electrons:➀ Càtode calent
➁ Cilindre de Wehnelt
➂ Ànode

El canó d'electrons consta dels següents elements (G1 -G2 -G3 -G4, batejats tant reixes com ànodes):
- Càtode - escalfat indirectament mitjançant un filament espiral, que el fa emetre electrons per termoemissió.
- G1 (Reixa de control o Wehnelt) - és un petit cilindre amb un orifici, el cilindre envolta càtode i té una relació potencial negatiu respecte a ell, la diferència de potencial permet modular la intensitat del feix d'electrons i, per tant, la brillantor del punt lluminós d'un tub de raigs catòdics.
- G2 (Reixa pantalla o Ànode accelerador) - consta d'un elèctrode cilíndric de més diàmetre que el G1, accelera el feix d'electrons.
- G3 (Ànode de focus) - permet enfocar el feix i que impacti en una àrea molt petita de la pantalla. És generalment un cilindre foradat i sol estar connectat a una font elevada de tensió variable que serveix per enfocar. El sistema d'enfocament és equivalent a les lents en els sistemes òptics.
- G4 (Ànode d'astigmatisme -no sempre hi és) - consta d'un elèctrode cilíndric de diferent diàmetre que els anteriors, serveix per a la correcció de l'astigmatisme.

## Aplicacions del canó d'electrons

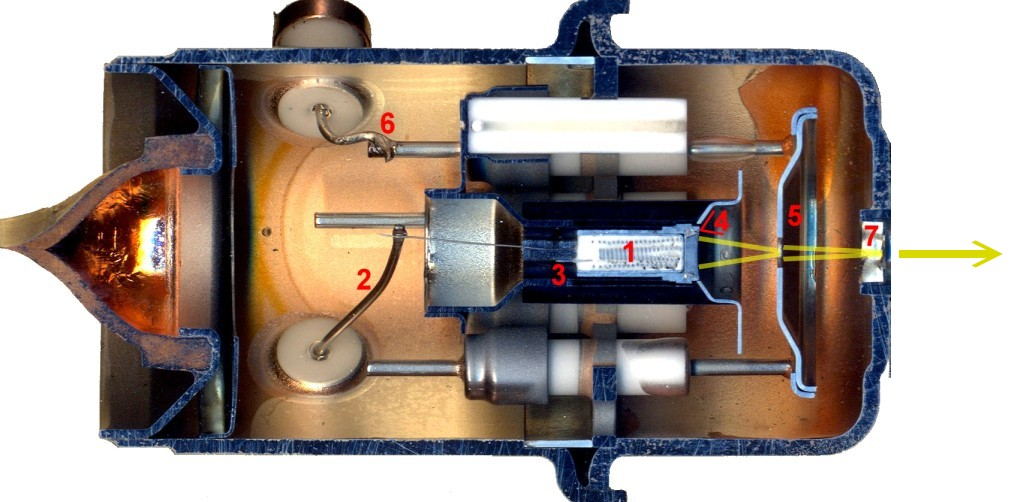
Canó d'electrons d'un canó d'ones progressives, retallat al llarg de l'eix per mostrar la construcció

L'ús més comú de canons d'electrons és en tub catòdic, que s'utilitzava àmpliament en monitors d'ordinadors i televisions fins que les pantalles de pantalla plana les feien obsoletes. Una pistola electró també es pot fer servir per ionitzar partícules afegint electrons o eliminant electrons d'un àtom. Aquesta tecnologia de vegades s'utilitza en espectrometria de masses en un procés anomenat ionització d'electrons per ionitzar partícules [vaporitzades] o gasoses. S'utilitzen canons d'electrons més potents per a la soldadura, recobriment metàl·lic,  Impressora de metall 3D, producció de pols metàl·lica i forns al buit.
Els canons d'electrons també s'utilitzen en aplicacions mèdiques per produir raigs X amb un linac (accelerador lineal); un feix d'electrons d'alta energia arriba a un objectiu, estimulant l'emissió de raigs X.

## Mesura i detecció
Es pot utilitzar un nanocoulombímetre en combinació amb una copa de Faraday per poder detectar i mesurar els feixos emesos pel canó d'electrons i el canó d'ions (ion gun).
Una altra manera de detectar feixos d'electrons a partir d'una pistola d'electrons és mitjançant una pantalla fòsfor
que s'ilumina quan és impactada per un electró.